# Is This It
Is This It (soms geschreven met vraagteken achter “it”) is het debuutalbum van de New Yorkse band The Strokes. Het album werd uitgebracht in augustus 2001 (oktober 2001 in de Verenigde Staten) en was het begin van de garage rock-revival. Zowel in de Verenigde Staten als in Europa werd het album een doorslaand succes. Anno 2006 zijn er in de Verenigde Staten 1 miljoen platen verkocht.
Van het album werden de singles Hard to Explain, Last Nite en Someday uitgebracht. De videoclips werden geregisseerd door Roman Coppola, zoon van Francis Ford Coppola. In 2002 werd het album opnieuw uitgebracht met een DVD. Deze bevatte videoclips en een deel van een concert, opgenomen door MTV2. De videoclip van het nummer Someday bevat cameo's van diverse artiesten. The Strokes nemen het in de videoclip in een fictieve aflevering van het spelprogramma Family Feud op tegen de leden van Guided by Voices.
De single New York City Cops staat niet op de Noord-Amerikaanse editie. Dit werd besloten na de aanslagen op het World Trade Center op 11 september 2001. Het refrein van het nummer bevat namelijk de zin “New York City Cops, they ain’t too smart” (New Yorkse agenten zijn niet al te slim). Na de aanslagen besloten de band en het management tot deze actie.

## Hoesontwerp
De afbeelding van de CD bevat een foto van de buik en heupen van een vrouw, gezien vanaf de zijkant. Op het achterwerk van de vrouw is een hand in een zwarte handschoen te zien. Dit 
heeft te maken met het album Smell the Glove van de hardrock-band Spinal Tap. De Noord-Amerikaanse versie van het album heeft een verschillende cover.

## Nummers
1. "Is This It?" – 2:35
2. "The Modern Age" – 3:32
3. "Soma" – 2:37
4. "Barely Legal" – 3:58
5. " Someday" – 3:07
6. "Alone, Together" – 3:12
7. "Last Nite" – 3:17
8. "Hard to Explain" – 3:47
9. "New York City Cops" – 3:36
  - wordt op de Amerikaanse versie vervangen door "When It Started" – 2:57
10. "Trying Your Luck" – 3:27
11. "Take It or Leave It" – 3:16

## Medewerkers
- Greg Calbi - Mastering
- Gordon Raphael - Producer
- Steve Ralbovsky - A&R
- JP Bowersock - Goeroe
- Ryan Gentles - Manager
- Fabrizio Moretti - Drums
- Nikolai Fraiture - Basgitaar
- Julian Casablancas - Zang
- Nick Valensi - Gitaar
- Albert Hammond Jr. - Gitaar